# Escudo de Antioquia
El Escudo de Antioquia es el principal emblema y uno de los símbolos oficiales del departamento colombiano de Antioquia, forma parte de la imagen institucional de la administración departamental, por lo cual siempre están presentes en los actos protocolarios, en la papelería oficial, etc.
El escudo de armas de Antioquia, en su forma actual, se remonta al 23 de agosto de 1812 cuando fue oficialmente aprobado por la Cámara del Senado de Antioquia, mediante el Decreto 21 de 1812, en sustitución del Sello del Estado de Antioquia, que fue sancionado por el presidente del Estado José María Montoya Duque el 2 de septiembre de 1811. Tras la incorporación de Antioquia a las Provincias Unidas de Nueva Granada y, posteriormente, a la Gran Colombia, Confederación Granadina y Estados Unidos de Colombia, Antioquia aprobó el escudo de armas nacional como su propio emblema. En 1912 Antioquia volvió a acoger su primigenio escudo de armas por ocasión del centenario de la independencia del departamento y ha sido de uso oficial desde entonces.

## Blasonado
Escudo de forma española. Campo paisajista en cuyo interior, sobre el todo, se encuentra una matrona vestida y adornada a la indiana, de colores naturales, sentada entre el plátano y la palmera, reclinada al pie de un cerro de oro, con un río caudaloso, de azul, a sus pies. En mano derecha de dicha mujer, gorro frigio de gules.

## Descripción
Instituido en 1812 y readoptado en 1912, el emblema que representa al departamento de Antioquia consiste de un blasón en forma española (es decir, un contorno cuadrilongo con su base redondeada, con una proporción de 6 partes de alto por 5 de ancho), en cuyo interior se encuentra un paisaje. Dicho paisaje consta de un cerro de oro (que representa al cerro de Buriticá) con una palmera y un plátano en su base, y al pie de esta corre un río. Al fondo se observan otras montañas, estas en color verde, y el cielo en azul celeste. Entre las palmeras se ubica una matrona sentada y vestida con ropas al estilo indiano, es decir, como vestían los antiguos habitantes del departamento. Dicha matrona sostiene en su mano derecha un gorro frigio con intención de llevarlo a la cabeza.
Los elementos que componen el escudo tienen actualmente estos significados, con su correspondiente caracterización:
- La matrona representa la idiosincrasia antioqueña, es un homenaje a las diferentes raíces del pueblo Antioqueño. Al ser la pieza principal y figura más honorable del escudo, contiene dentro de sí el significado de ser una mujer de familia respetable y de cierta edad, representando para Antioquia el señorío, la dignidad y la fortaleza de las mujeres antioqueñas. Consiste de una mujer blanca, vestida con ropas indígenas las cuales representan la fusión que se dio entre las razas primigenias y europeas que habitaron el departamento, siendo el color de éstas rojo o púrpura para denotar valor, atrevimiento e intrepidez. La matrona además ostenta vistosos adornos dorados, con significado de nobleza y riqueza . Originalmente se habría de pintar de frente y de cuerpo entero sentada sobre una roca, pero en su interpretación final se le ha pintado de perfil; su posición entre los demás elementos del escudo, particularmente ambas palmas, denota la variedad geográfica que cobija el departamento de Antioquia: desde las tierras altas hasta las orillas del mar.
- El plátano simboliza la abundancia. Planta con origen en la India, que se aclimató en los países de la América tropical y del cual se extrae la materia prima para la fabricación de textiles y de papel. Se la pinta de colores naturales, con hojas verdes en símbolo de esperanza, abundancia, amistad y libertad.
- La palmera representa los triunfos y las victorias. Se escogió para aparecer en el escudo debido a las posesiones que posee Antioquia en el Litoral Caribe y las tierras más cálidas junto a los ríos Magdalena y Cauca; su ubicación en el escudo denota que se encuentra en las cercanías a la desembocaduras de los ríos.
- El río denota la riqueza hidrográfica y de vida. Se suele dibujar de aguas corrientes, de color azul ondeado de blanco, que representan justicia, verdad, realeza, serenidad y pureza. La representación caudalosa entraña en si el carácter fuerte de las gentes que habitan el departamento.
- El gorro frigio simboliza la libertad. Es fuerte la simbología que encierra este elemento, ya que fue llevado por el pueblo francés como lauro de libertad, cuyos líderes redactaron los "Derechos del Hombre", base de las libertades sociales actuales. La actitud de la matrona, al llevarse con la mano derecha el gorro a la cabeza (en vez de llevarlo puesto) denota que la independencia estaba prácticamente sellada; en la representación pictórica han de estar representados los cinco dedos de la mano, que expresan las virtudes que posee el hombre.

## Historia

### Sello de la República de Antioquia
|                                               |                                                            |
| Sello del Estado Libre de Antioquia, en 1811. | Escudo de las Provincias Unidas de Nueva Granada, en 1814. |

En medio de los acontecimientos en los cuales se dio el grito de Independencia de Colombia, la entonces Provincia de Antioquia declaró su independencia de la Corona española el 29 de julio de 1811 con el nombre de Estado Libre e Independiente. En reconocimiento de ello el presidente de Antioquia, José María Montoya Duque, aprobó por decreto especial el Gran Sello de Antioquia el 2 de septiembre de 1811 para su uso como el sello y como insignia del Estado, así como su utilización en los uniformes de sus representantes y los de la Corte Real de Hacienda.
Dicho sello consistía en un doble óvalo, el más interior de ellos dividido en cinco cuarteles rodeados por la inscripción Fe Publyca Del Estado Lybre E Yndependyente De Antyoquya, envueltos a su vez por una rama de palma y de una rama de olivo. De los cuatro primeros cuarteles, el primero mostraba un árbol con un cuervo, el segundo una torre, el tercero un león y el cuarto mostraba dos manos y brazos enlazados. Dichos cuarteles representaban los escudos de armas de las ciudades de Santa Fe de Antioquia, Medellín, Rionegro y Marinilla, respectivamente, mientras el último cuartel contenía seis ramas recogidas con una cinta que tenía la inscripción R.Z.C.B.Y.C., iniciales de las villas de Remedios, Zaragoza, Cáceres, San Bartolomé, Yolombó y Cancán (hoy Amalfi), en su orden.
El documento que aprobaba dicho sello se refería en los siguientes términos:

En la ciudad de Antioquia, capital de la Provincia, a dos de septiembre de mil ochocientos once congregado en su Palacio el Poder Supremo Legislativo, y propuesto por materia de sus deliberaciones el sello que deba usar el Estado, las insignias y los uniformes de los individuos de la Representación Nacional, y del Tribunal de Real Hacienda, se acordó lo siguiente:

Que se rompa inmediatamente el sello del Estado en forma ovalada, dividido en cinco cuarteles y con una inscripción en la circunferencia que diga: FE PVBLYCA DEL ESTADO LYBRE E YNDEPENDYENTE DE ANTYOQVYA, la cual irá orlada por un lado con una palma, y por el otro con un olivo. El principal de los cinco cuarteles lo ocupará un cuervo posado sobre un árbol frondoso; el segundo, una torre; el tercero, un león; el cuarto, dos manos y brazos entrelazados, y el quinto seis ramas de palma recogidas con una cinta. Y en la extremidad las seis iniciales R.Z.C.B.Y.C.B cuyas armas son alusivas a los cuatro ilustres Ayuntamientos; y las del último cuartel, a los seis lugares no sujetos a departamento capitular.

Lucio de Villa, Juan Elías López, Manuel Antonio Martínez, Juan Nicolás de Hoyos, José Antonio Gómez, Silvestre Vélez, secretario.

Más tarde el Estado Libre de Antioquia adoptó los colores y emblemas de las Provincias Unidas de Nueva Granada y posteriormente los de la Gran Colombia. Sin embargo no hay evidencia sobre los emblemas usados entre 1830, fecha de la disolución de este último, y la conformación de Antioquia como estado federado en 1856.

### Escudos del Estado Federal de Antioquia
|                                                   |                                                   |
| Escudo del Estado Soberano de Antioquia, en 1858. | Escudo del Estado Soberano de Antioquia, en 1863. |

Entre 1856 y 1861, época de transición entre el centralismo y el federalismo colombiano, Antioquia cambió de emblemas. El 1 de junio de 1856 es creado el Estado Soberano de Antioquia. Cuando se conformó legalmente la Confederación Granadina por medio de la constitución de 1858, todos los estados adoptaron insignias propias: los escudos consistían en el de la república pero con un óvalo rojo que lo rodeaba, en cuyo interior llevaba el nombre del Estado, y las banderas eran la misma que la nacional, solo que con el escudo estatal en su centro. Sin embargo debido a que el país cambió de nombre tres veces en tan solo un lapso de 5 años, los emblemas tuvieron que ser readoptados igual número de veces durante dicho periodo.

### Escudo del Departamento de Antioquia
El actual escudo de Antioquia quedó establecido por medio del Decreto n.º 21 del 23 de agosto de 1812 de la Cámara del Senado, el cual menciona de forma muy general los elementos del emblema, pero no sus colores o disposición:

Cámara del Senado de Antioquia, agosto 23 de 1812
Se aprueba la divisa (acordada por la Sala de Representantes) con las adiciones,
Que el Estado tome por armas en sus escudos públicos y en el gran sello del Despacho de los negocios, una matrona vestida y adornada a la indiana, sentada entre el plátano y la palmera, y reclinada al pie de un cerro de oro, con un río caudaloso a sus pies, encasquetándose en la más airosa actitud, el gorro de la libertad.
Vuelva a la M.I. Cámara de Representantes.
Hay cinco rúbricas
González, Secretario.

A pesar de estar reglamentado, éste emblema no fue usado. Dicho blasón pasó a ser finalmente el escudo de Antioquia en 1912, cuando fue readoptado a razón del centenario de la independencia del departamento, siendo plasmado por el señor Daniel Mesa según las instrucciones del historiador José María Mesa Jaramillo, y sirviendo de modelo para la matrona la actriz mexicana Virginia Fábregas.

## Condecoración civil "Escudo de Antioquia"

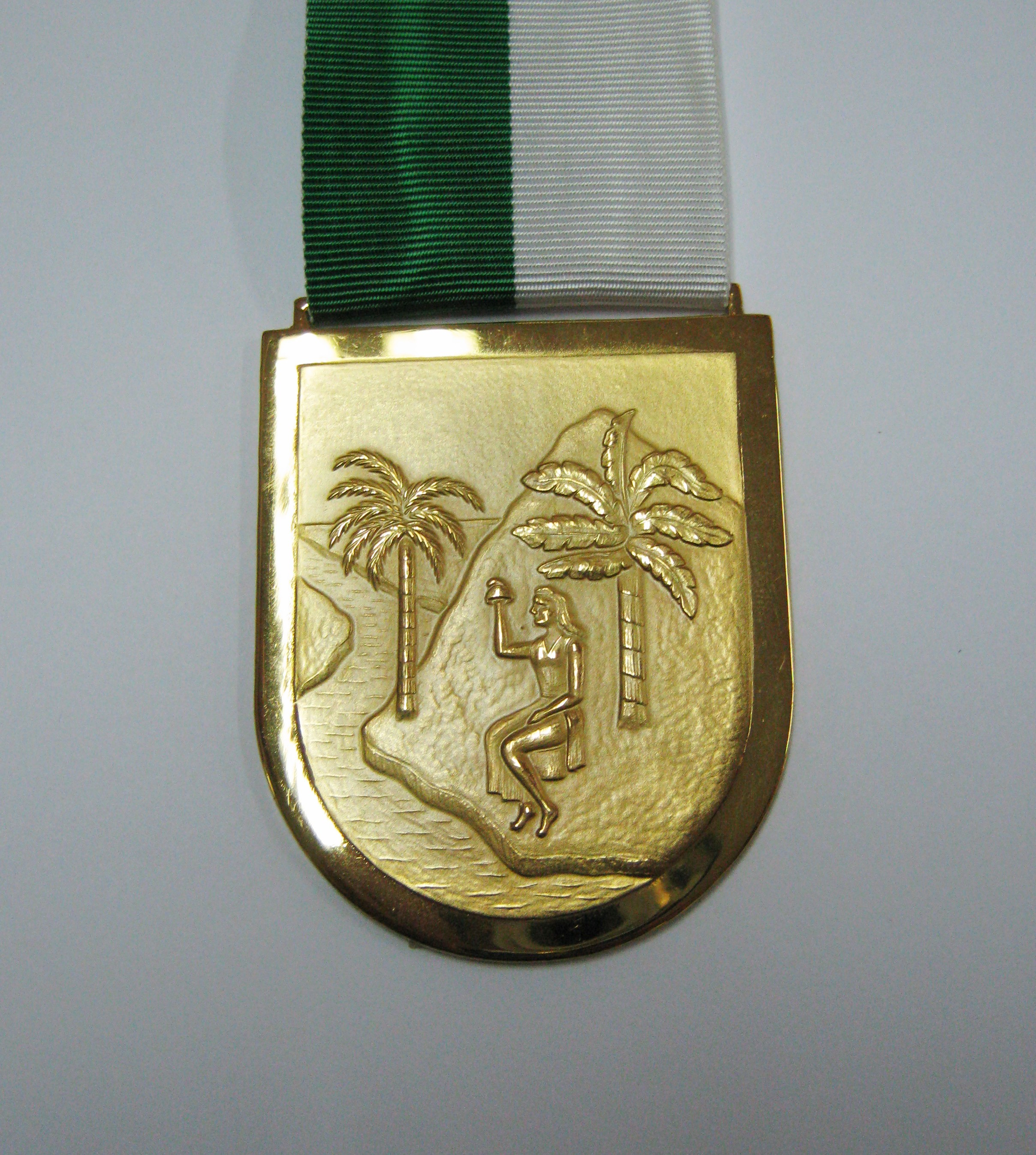
Condecoración "Escudo de Antioquia", categoría oro.

La más alta condecoración civil del Departamento de Antioquia es el Escudo de Antioquia, una medalla con el emblema sujeta a una cinta con los colores de la bandera de Antioquia. La medalla viene en dos categorías: oro y plata, y puede ser otorgado por decreto a los individuos, empresas o instituciones.